# Aegidinus venezuelensis
Aegidinus venezuelensis är en skalbaggsart som beskrevs av Colby 2009. Aegidinus venezuelensis ingår i släktet Aegidinus och familjen Hybosoridae. Inga underarter finns listade i Catalogue of Life.